# 保祿五世
保祿五世（拉丁語：Paulus PP. V；1552年9月17日—1621年1月28日）原名卡米洛·博尔盖塞（Camillo Borghese），1605年5月16日當選教宗，1605年5月29日即位至1621年1月28日為止。他是博尔盖塞家族成员之一。

## 譯名
- 保祿五世：天主教香港教區禮儀委員會：禧年專頁（页面存档备份，存于）、香港天主教教區檔案　歷任教宗、《大英簡明百科知識庫》2005年版[永久]作保祿。
- 保羅五世：《世界人名翻譯大辭典》1993年版作保羅。